# Itame latiferrugata
Itame latiferrugata là một loài bướm đêm trong họ Geometridae.